# 265
Криза Римської імперії у 3 столітті. Період тридцяти тиранів. Правління імператора Галлієна. В імперії триває чума Кипріяна. У Китаї завершується період трьох держав, в Японії триває період Ямато, в Індії період занепаду Кушанської імперії, у Персії править династія Сассанідів.
На території лісостепової України Черняхівська культура. У Північному Причорномор'ї готи й сармати.

## Події
- Імператор Галлієн двічі пробує здолати узурпатора Постума, але невдало.
- Після поранення Галлієн відійшов до Медіолану і укріпив його.
- Римські війська вибили готів із Балкан.
- Крах династії Вей. Створення династії Західна Цзінь